# Keramashotō-Nationalpark
Der Keramashotō-Nationalpark (jap. 慶良間諸島国立公園, Keramashotō Kokuritsu Kōen) ist ein japanischer Nationalpark in der Präfektur Okinawa, der sich über die Kerama-Inseln (Kerama-shotō) und deren umliegende Meeresgebiete erstreckt.
Gegründet wurde der 31. Nationalpark am 5. März 2014, dem jährlichen „Tag der Koralle“ (サンゴの日 sango no hi), als Ausgliederung aus dem Okinawa-Kaigan-Quasinationalpark.

## Parkgebiet und Schutzzonen
Der Keramashotō-Nationalpark ist mit einer Gesamtfläche von 940 km², die in 905 km² (96,3 %) Wasser- und lediglich 35 km² (3,7 %) Landfläche aufgeteilt ist, der kleinste Nationalpark Japans nach Landfläche. Er ist mit der IUCN-Schutzkategorie II klassifiziert und wird durch das japanische Umweltministerium verwaltet.
Das Parkgebiet ist in „speziell geschützte“, „geschützte“, „gewöhnliche“ und „Meeresschutzgebiete“ unterteilt.
| Aka-jima |

| Amuro-jima |

| Fukaji-jima |

| Geruma-jima |

| Gishippu-jima |

| Keise-Inseln |

| Kuba-shima |

| Kuroshima |

| Maeshima |

| Tokashiki-jima |

| Yakabi-jima |

| Zamami-jima |

| Okinawa Hontō |

Die Fläche des Nationalparks umfasst sämtliche Kerama-Inseln. Die größeren Inseln des Archipels sind Tokashiki-jima, Zamami-jima, Aka-jima, Yakabi-jima, Kuba-shima, Geruma-jima, Fukaji-jima, Amuro-jima, Maeshima und die nordöstlich gelegenen Keise-Inseln. Bewohnt sind lediglich die vier Inseln Tokashiki-jima, Zamami-jima, Aka-jima und Geruma-jima. Zu den ersteren drei führen Fährverbindungen von und nach Naha auf der Hauptinsel Okinawa. Geruma-jima ist im Norden über eine 1998 gebaute Brücke mit Aka-jima verbunden. Im Süden verbindet eine weitere Brücke die Insel mit Fukaji-jima und dem dortigen Flughafen Kerama. Die größeren Dörfer Zamami auf Zamami-jima und Tokashiki auf Tokashiki-jima haben zusammen weniger als 2000 Bewohner.
Ein Meeresgebiet von 353 Hektar wurde bereits am 8. November 2005 als Ramsar-Gebiet ausgewiesen. Die Fläche war in 120 Hektar westlich der Insel Tokashiki-jima und 233 Hektar zwischen Zamami-jima und Aka-jima aufgeteilt.
Mit der Einrichtung des Keramashotō-Nationalparks am 5. März 2014 wurde auch das Ramsar-Gebiet auf einen Teil des Nationalparks und eine Gesamtfläche von 8290 Hektar erweitert. Es teilt sich in insgesamt zehn nicht zusammenhängende Zonen um die einzelnen Kerama-Inseln auf.

## Geschichte, Geographie und Klima

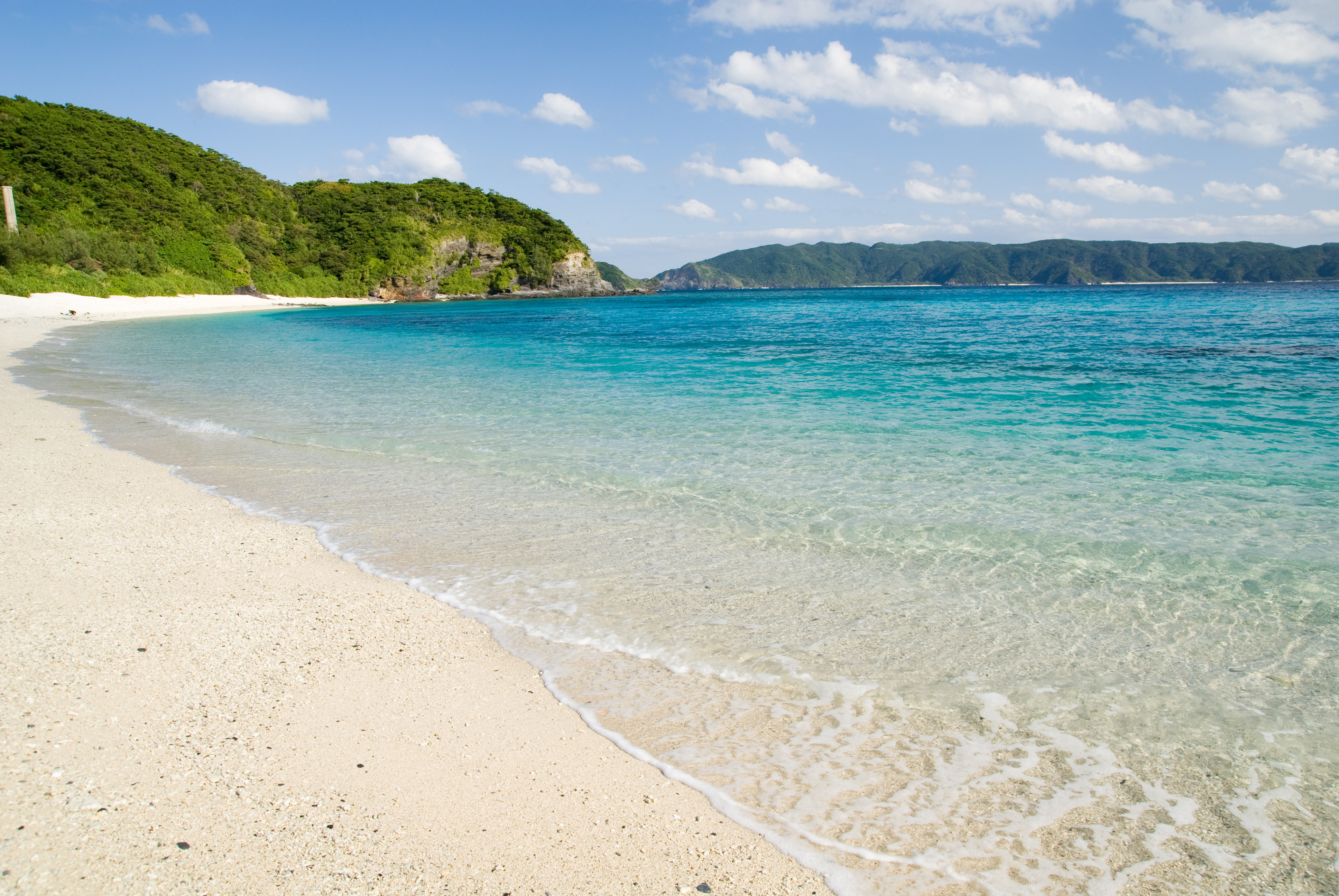
Furu-Zamami-Strand auf Zamami-jima

Im 15. Jahrhundert entstand auf den Ryūkyū-Inseln das Königreich Ryūkyū. 1879 wurden der nördliche Teil der Inseln und später auch die südliche Gruppe Teil der japanischen Präfektur Okinawa. Im Zweiten Weltkrieg landeten ab 26. März 1945 die ersten US-amerikanischen Truppen vor der Schlacht von Okinawa auf den Kerama-Inseln. Über 600 Einwohner begingen zuvor Selbstmord, davon 234 auf Zamami-jima und 330 auf Tokashiki-jima. Nach dem Krieg dienten die Inseln als Raketenstützpunkt und standen wie auch der Rest der Ryūkyū-Inseln unter US-Militärverwaltung, bevor sie 1972 an Japan zurückgegeben wurden.
Die Kerama-Inseln waren einst mit den Bergen der Hauptinsel Okinawas verbunden. Durch Erdkrustenbewegungen senkte sich das Land jedoch ab, sodass der heutige Archipel aus kleinen Inseln entstand. Die bergige Landschaft bildet an einigen Stellen Steilküsten, die eine Höhe von 100 bis 200 m erreichen.
Das Gebiet besteht hauptsächlich aus kristallinem Schiefer, Phyllit und Sandstein aus dem Paläozoikum und Mesozoikum. Die Wassertiefe in den Korallenriffen liegt bei maximal 59 m.
Die Kerama-Inseln liegen in der subtropischen Klimazone. Die Wassertemperaturen sind im Februar bis März am niedrigsten, fallen aber im Jahresdurchschnitt nicht unter 20 °C. Die Höchsttemperaturen werden im Juli bis August mit 27,1 bis 29,6 °C erreicht. Die Jahresdurchschnittstemperatur liegt bei 21 °C und die jährliche Niederschlagsmenge beläuft sich auf 2122 mm. Die Regenzeit dauert von Mai bis Mitte Juni. Im Sommer bis Herbst wird die Region regelmäßig von Taifunen und im Winter von Monsunwinden getroffen.

## Landflora und -fauna

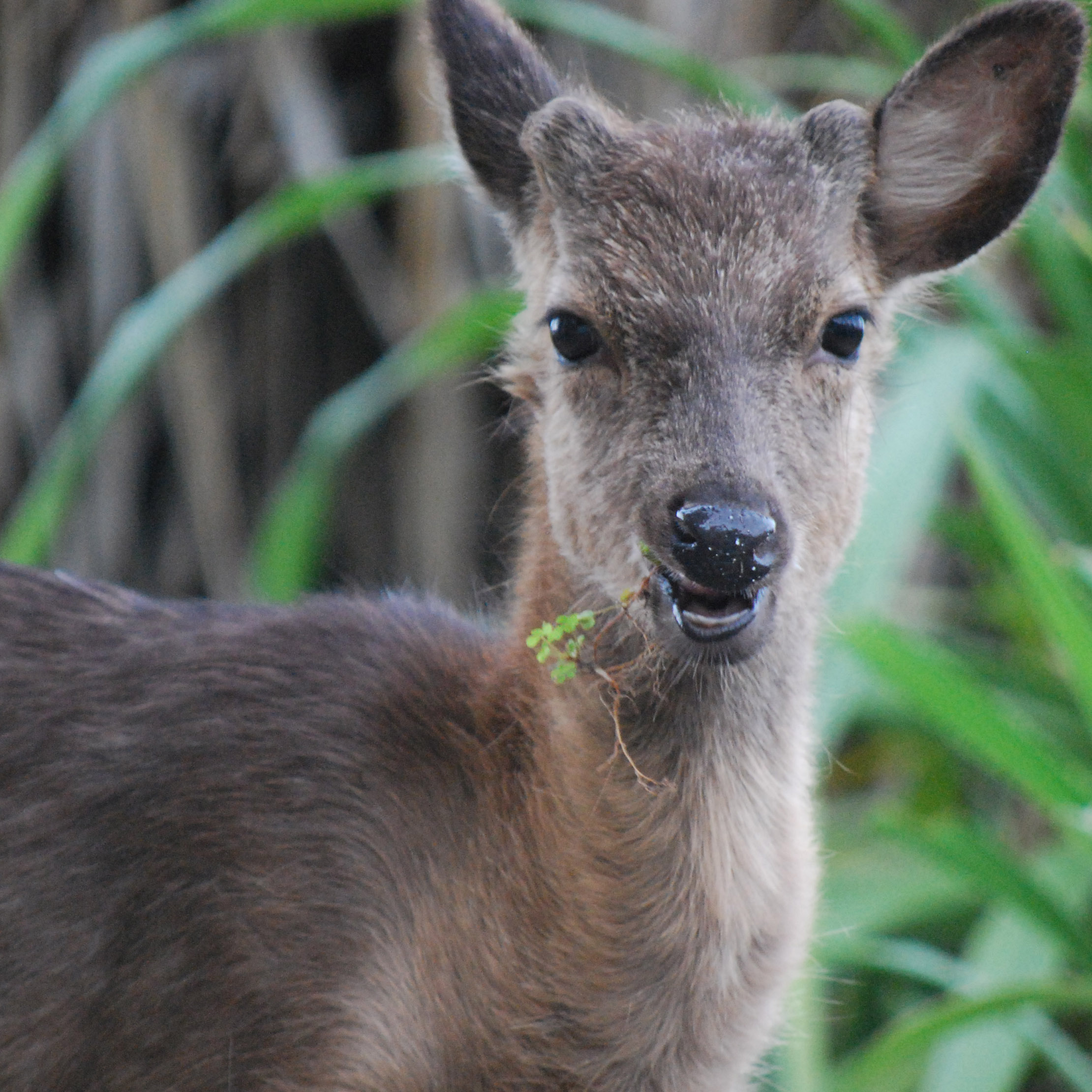
Die Kerama-Inseln sind einziger Lebensraum des Kerama-Hirsches, einer Unterart des Sikahirsches

### Pflanzen
Über 620 Arten an einheimischen Pflanzen sind auf den Kerama-Inseln verbreitet, darunter 46 verschiedene Baumarten. Vor allem Fächerpalmen, Baumfarne und Ryukyu-Kiefern sind weit verbreitet. Rhododendren der rotblühenden Art Rhododendron scabrum zieren die Inseln im Frühling und verschiedene Arten von Hibiskus im Spätsommer.

### Tiere
Auf den Inseln leben einige seltene Tierarten wie der von der IUCN als gefährdet eingestufte Ryukyu-Flughund, die Samtkehlnachtigall, der stark gefährdete Schwertschwanzmolch und mehrere stark gefährdete bis vom Aussterben bedrohte Unterarten des Okinawa-Krallengeckos.
Zahlreiche Schmetterlinge wie die Weiße Baumnymphe können beobachtet werden.
Tokashiki-jima ist neben Okinawa und Kume-jima eine von lediglich drei Inseln, auf denen die stark gefährdete terrestrische Japanische Zacken-Erdschildkröte (jap. 琉球山亀 Ryūkyū-yamagame) verbreitet ist.
Auf vier der Inseln (Yakabi-jima, Geruma-jima, Aka-jima und Fukaji-jima) leben zudem Kerama-Hirsche. Diese als Naturdenkmal ausgewiesene Unterart des Sikahirsches wurde vermutlich im 17. Jahrhundert aus Kyūshū eingeführt. Im Vergleich zu ihren nächsten Verwandten auf Kyūshū haben die Kerama-Hirsche kleinere Köpfe und ein kürzeres Geweih, unterscheiden sich aber genetisch kaum von ihnen.
Die unbewohnten Inseln Yakabi-jima und die Keise-Inseln sind auch Lebensraum für zahlreiche Vogelarten wie die als potentiell gefährdet eingestufte Veilchentaube und die Flussseeschwalbe. Vor allem im Sommer kann man auf den Inseln zahlreiche Zugvögel wie den Feuerliest beobachten. Im Herbst zieht der Amurbussard zu den Kerama-Inseln.

## Korallenriffe

### Ökologie

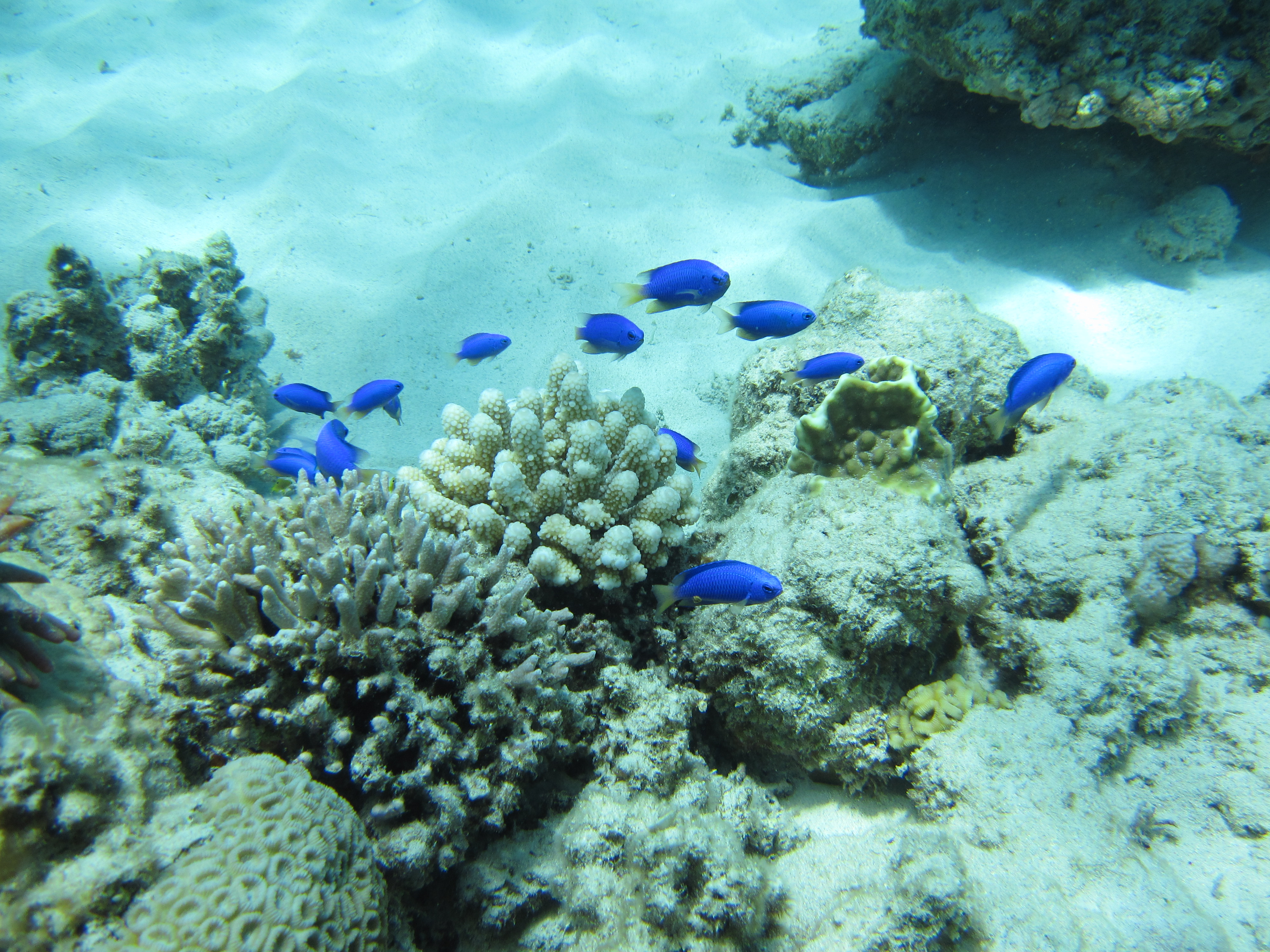
Blaue Riffbarsche vor Aka-jima

Die Korallenriffe sind vom Typ Saumriffe und reich an riffbildenden Korallen-Kolonien in verschiedensten Formen. Über 248 hermatypische Korallenarten aus 59 verschiedenen Gattungen und 14 Familien wurden identifiziert. Somit sind im Keramashotō-Korallenriff 62 % der in Japan vorkommenden riffbildenden Korallenarten vertreten. Vor allem Steinkorallen der artenreichen Gattung Acropora sind westlich von Tokushiki-jima zu finden. Diese haben die Möglichkeit, sich asexuell fortzupflanzen, indem beispielsweise durch Wellenschlag abgebrochene Stücke an einen günstigen Siedlungsplatz getrieben werden, dort weiter wachsen und eine neue Kolonie bilden.
Auch Korallen-Larven treiben nach der Korallenblüte im Juni bis vor die Küste Okinawa Hontōs.
Im Ökosystem der Korallenriffe leben etwa 360 Wirbeltiere wie tropische Fischarten, darunter Falterfische wie der potentiell gefährdete Sparren-Falterfisch, Lippfische und typische Riffbarsche wie Anemonenfische. Zudem finden sich 1640 Arten von Wirbellosen inklusive Korallen und 220 Arten von Algen.
Auch Muränen, Meeraale, Sägebarsche, Schnapper, Papageifische und Grundeln laichen im Korallenriff und nutzen dieses als Nahrungsquelle und Aufzuchtsort für ihren Nachwuchs. Darüber hinaus ist der von der IUCN als potentiell gefährdet eingestufte Halbgebänderte Plattschwanz, eine aquatisch lebende Giftnatter, und der aufgrund seiner geringen Vermehrungsrate stark gefährdete Riesenmanta im Korallenriff verbreitet.
Unter den Wirbeltieren finden sich zudem bedrohte Schildkrötenarten wie die gefährdete Unechte Karettschildkröte, die vom Aussterben bedrohte Echte Karettschildkröte und die stark gefährdete Grüne Meeresschildkröte. Letztere migriert im Sommer zur Eiablage an die Sandstrände der Kerama-Inseln. Rund um die Kerama-Inseln können vor allem von Dezember bis April auch Buckelwale beobachtet werden. Die 13 bis 15 m großen Tiere verbringen den Sommer im Nordpolarmeer und ziehen im Herbst Tausende Kilometer gen Süden, wo sie anschließend auch in den subtropischen Gewässern um Okinawa anzutreffen sind. Dort verbleiben sie den Winter über, während sie ihre Jungen zur Welt bringen und aufziehen.

### Bedrohungen

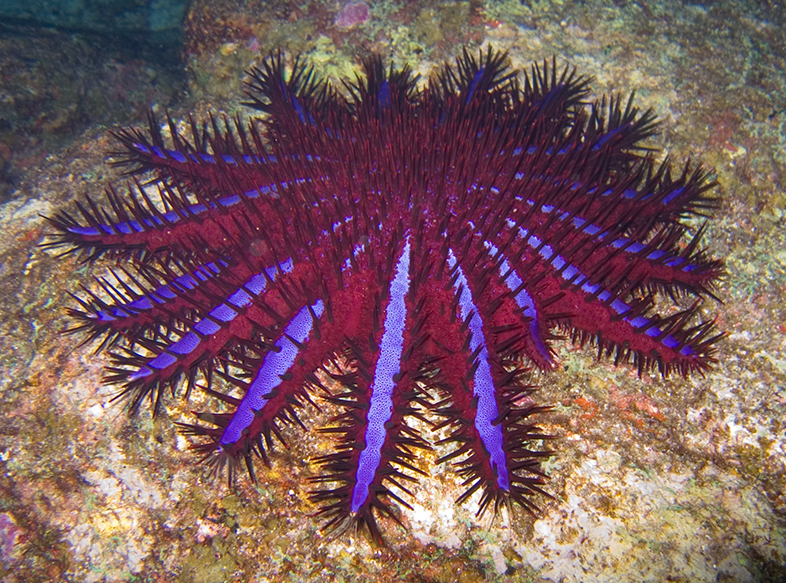
Der Dornenkronenseestern (Bild aus Thailand) frisst große Flächen an Steinkorallen

Eine Bedrohung für die Korallenriffe stellt der Dornenkronenseestern dar, denn schon ein einzelner Seestern frisst mehrere Quadratmeter Steinkorallen pro Jahr. Zu einem besonders verheerenden Auftreten von Dornenkronenseesternen kam es in den 1970er Jahren und auch im Herbst 2001. Freiwillige unter den Inselbewohnern bekämpfen daher seit 2001 die Seesternart aktiv bei regelmäßigen Tauchgängen.
Neben dem Dornenkronenseestern und Tauchern beschädigen auch die steigenden Meerestemperaturen infolge der menschengemachten globalen Erwärmung die Korallenriffe.
Steinkorallen leben in Symbiose mit Zooxanthellen, die sie mit Nährstoffen versorgen, Schadstoffe beseitigen und unter anderem auch für die Färbung der Korallen verantwortlich sind. Die Zooxanthellen können bei einer zu hohen Temperatur des Meerwassers – die Schwelle variiert je Art, liegt aber in der Regel bei etwa 29 °C – durch Photoinhibition, bei der es zu einer Energieübersättigung des Pigmentsystems kommt, keine Photosynthese mehr betreiben. Anstatt Sauerstoff werden reaktive Sauerstoffverbindungen produziert, die auf die Korallen toxisch wirken. Diese stoßen die Zooxanthellen infolgedessen ab und es kommt zur Korallenbleiche. Die Korallen sterben durch die resultierende Nährstoffunterversorgung ab, falls die Zooxanthellen nicht innerhalb von etwa acht Wochen zurückkehren. Die eher feingliedrigen Korallen der Gattung Acropora, die im Keramashotō-Korallenriff weit verbreitet sind, gehören zu den temperaturempfindlicheren Korallen.
Eine besonders verheerende Korallenbleiche trat bei ihnen 1998 auf. In einer Studie im Herbst des folgenden Jahres waren an 4 von 15 untersuchten Orten innerhalb der Korallenriffe mehr als 90 % der Korallen ausgebleicht.

## Tourismus

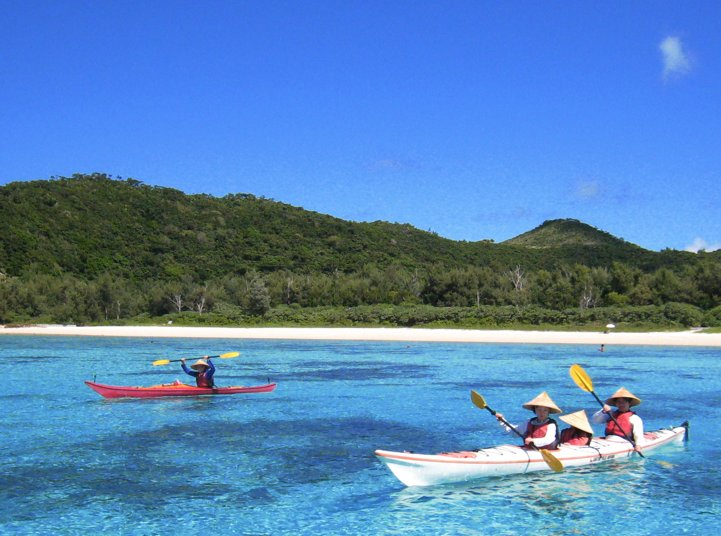
Seekajakfahrer vor Zamami-jima

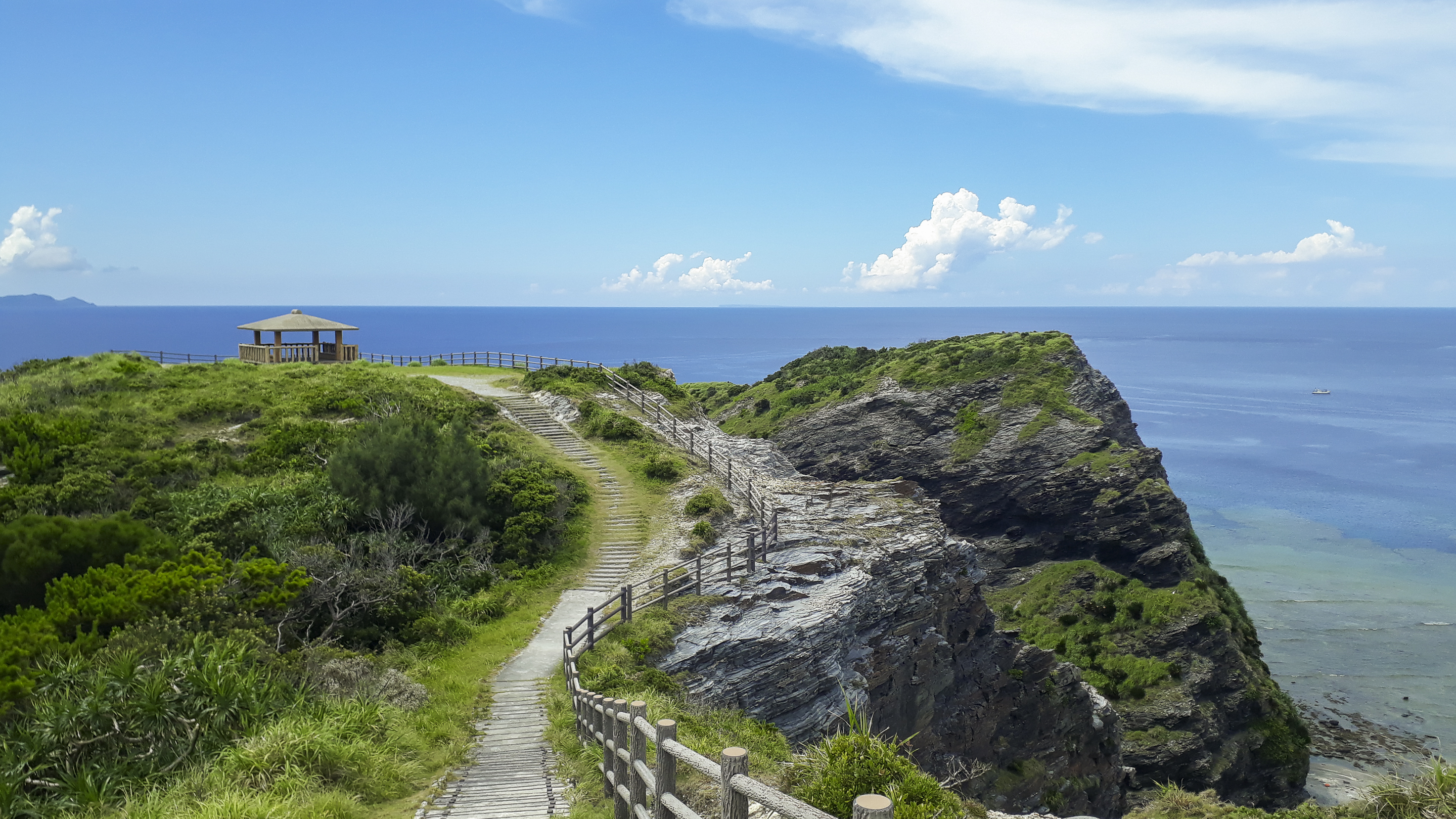
Aussichtspunkt auf Zamami-jima

Das klare, warme Wasser der Korallenriffe, bei sonnigem Wetter als azurblaues „Kerama Blue“ bekannt, ist bei Tauchern und Schnorchlern beliebt. Etwa 80 % der Inselbewohner leben vom Tauchtourismus. Für Touristen werden zudem Seekajakfahren, Standup-Paddeln, Glasbodenbootstouren und Walbeobachtungen angeboten. Wanderern bieten zahlreiche Aussichtspunkte auf den Bergen und Klippen der Inseln das ganze Jahr über einen Ausblick über den Archipel. Im Winter können von dort auch Buckelwale beobachtet werden.